# Sárga nőszirom
A sárga nőszirom vagy mocsári nőszirom (Iris pseudacorus) az egyszikűek (Liliopsida) osztályának spárgavirágúak (Asparagales) rendjébe, ezen belül a nősziromfélék (Iridaceae) családjába tartozó faj.

## Előfordulása
Európában, Északnyugat-Afrikában, a Közel-Keleten és Közép-Ázsiában, csaknem mindenütt gyakori. Észak- és Dél-Amerikába, valamint Új-Zélandra és Ausztráliába betelepítették ezt a növényfajt. Magyarországon többek közt a Jászság területén él.

## Megjelenése
Vastag, húsos gyöktörzsű, évelő növény. Tőállású levelei két sorba rendezettek, szürkészöldek, kard alakúak, hosszú hegybe keskenyednek, 1-4 centiméter szélesek, alig rövidebbek, mint a virágzatot hordozó erőteljes, 50-100 centiméter magas, hengeres szár. A forrt leplű sárga virágok többesével fejlődnek rövid, zöld murvalevelek hónaljában. A két körben álló lepelcimpák feltűnő módon eltérnek. A három külső nagyobb, tojás alakú, hátrahajló, széles körmén barna rajzolattal; a három belső rövidebb és keskenyebb, szálas és mereven felálló. A 3 porzó a 3 lapos, sziromszerű, csúcsán kéthasábú, sárga bibeszál alá simul. A bibeszálak hosszabbak a belső lepelcimpáknál. Termése 4-7 centiméter tok, amelyben számos világosbarna színű mag található.

## Életmódja
A sárga nőszirom vizek partján, mocsarakban, liget- és láperdőkben, vízzel borított vagy időszakonként elárasztott, tápanyagban gazdag, mérsékelten savanyú talajokon nő. A virágzási ideje május–június között van.

## Felhasználása
Régen a sárga nőszirom gyökeréből hashajtót, vas-szulfáttal keverve pedig fekete festéket készítettek.

## Címernövény
A francia-belga határon folyó Lys környékének jellegzetes növénye sárga nőszirom, amit a kora középkorban Armentières akkori ura a címerébe vett. Később a francia király is átvette ezt a címernövényt, ami így vált Franciaország egyik jelképévé, a „liliommá”.

## Képek

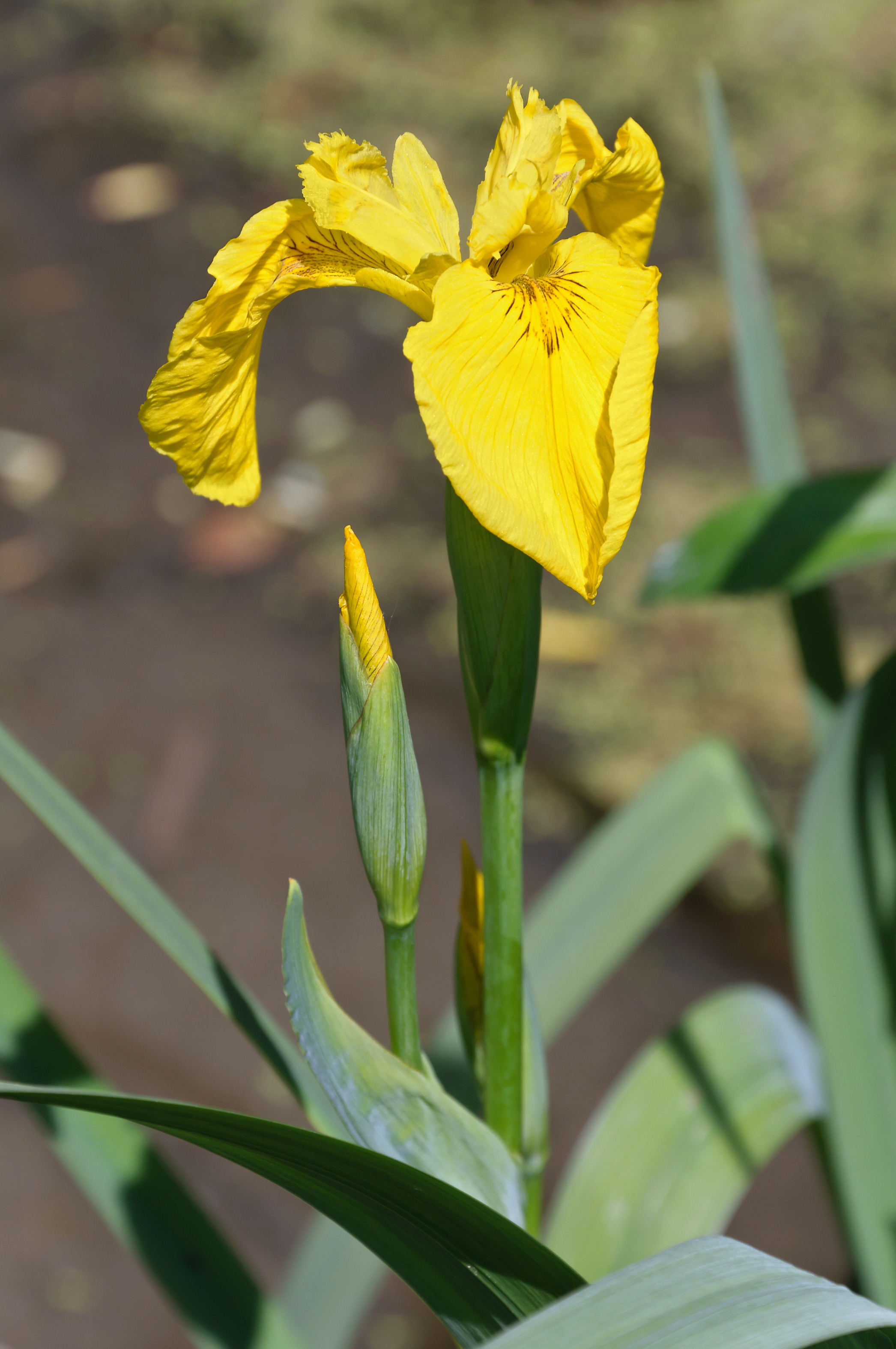
A növény
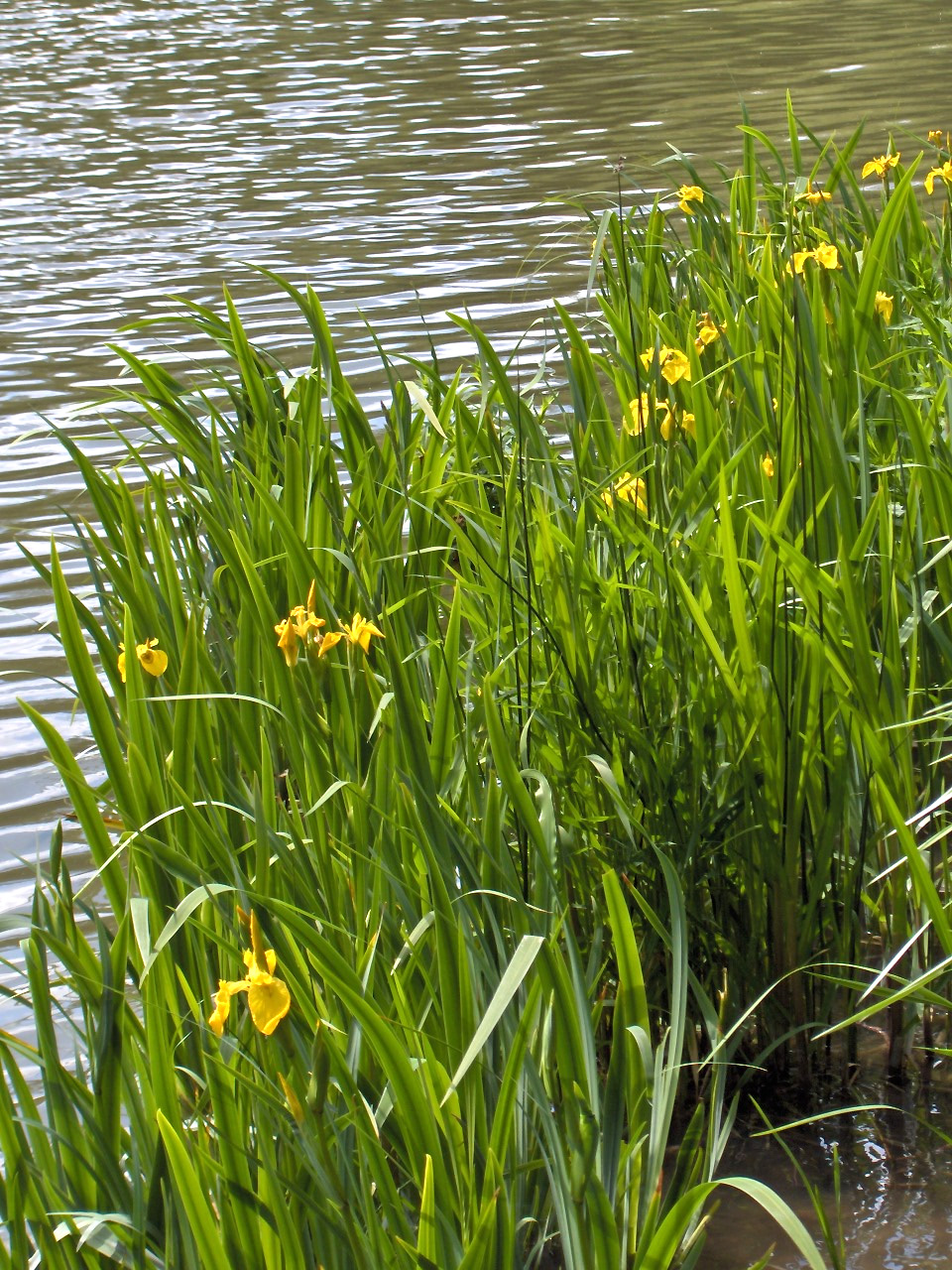
Állománya természetes élőhelyén
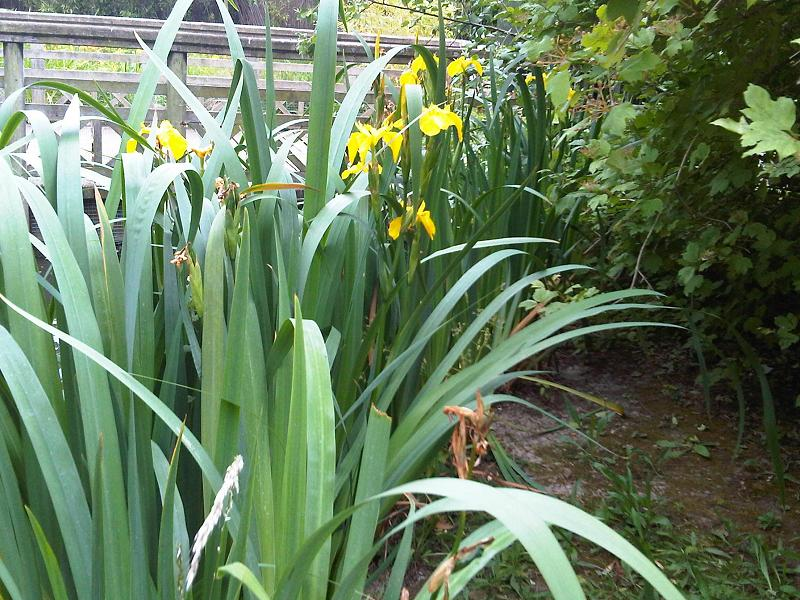
Sárga nőszirmok a WWT London Wetland Centre-ben
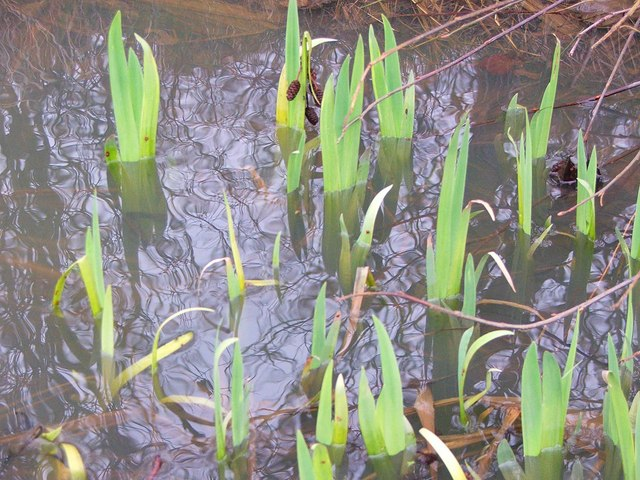
Fiatal hajtásai
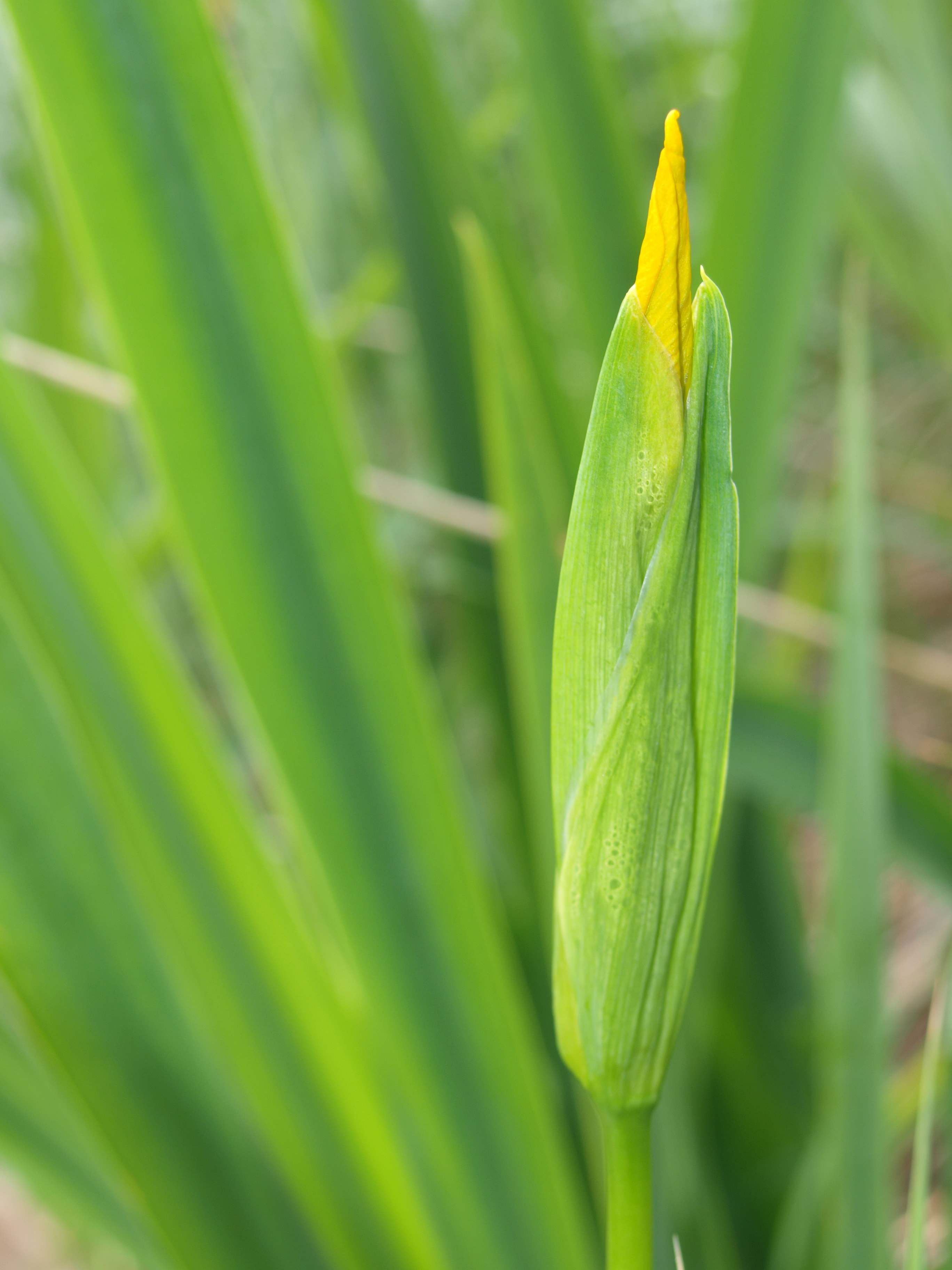
Bimbója
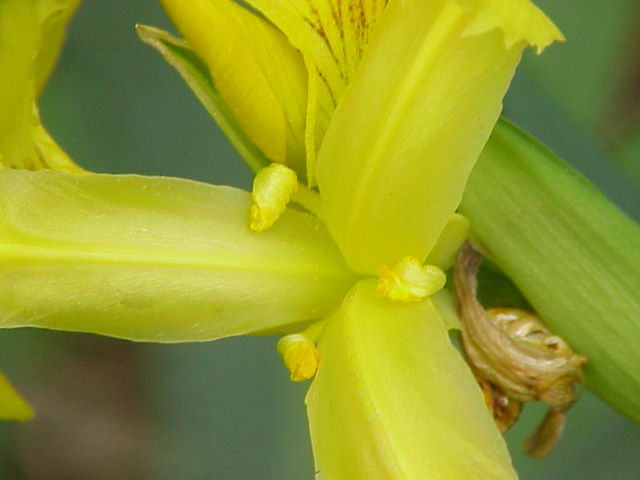
Bibéi
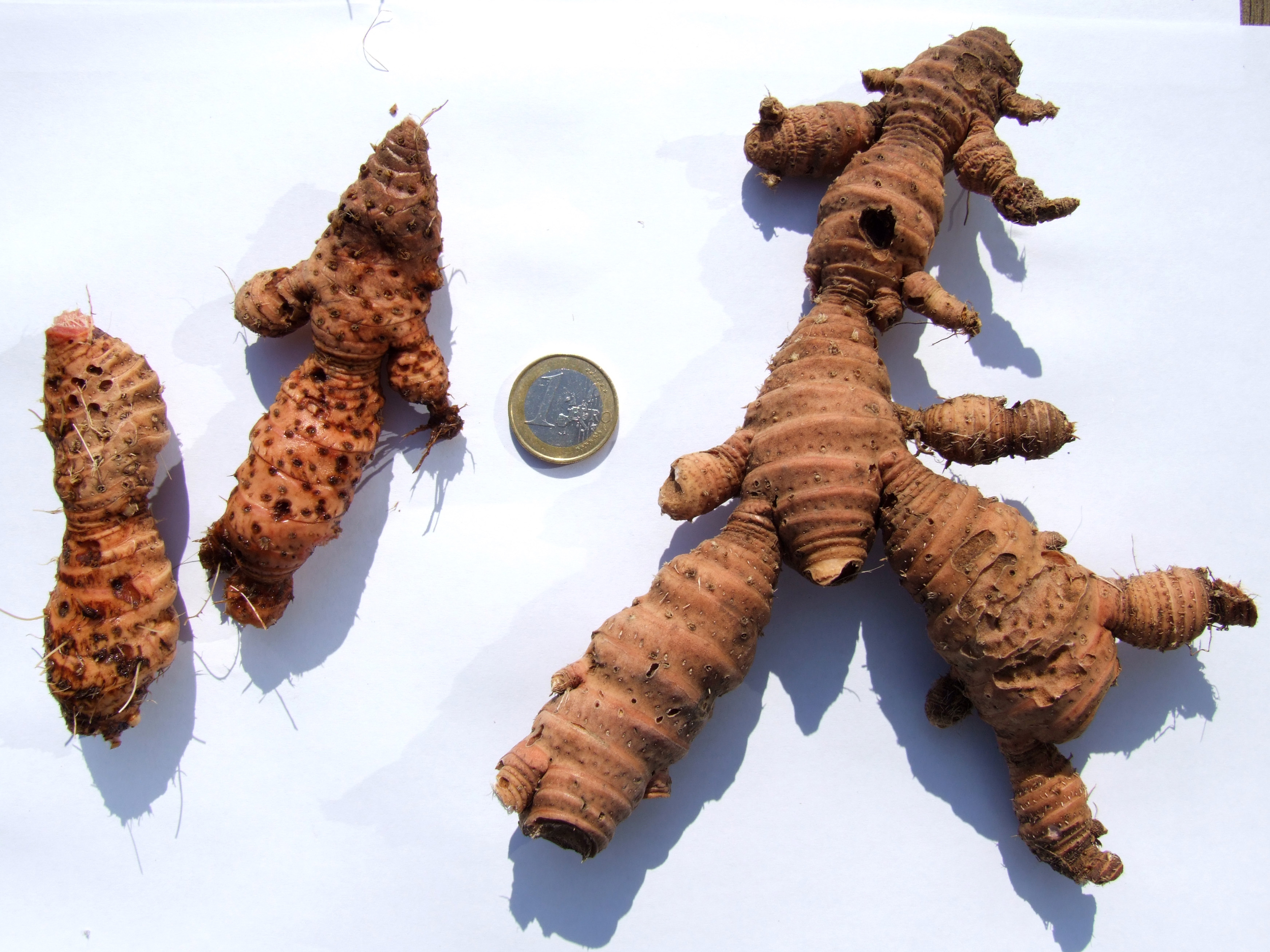
Gyöktörzse
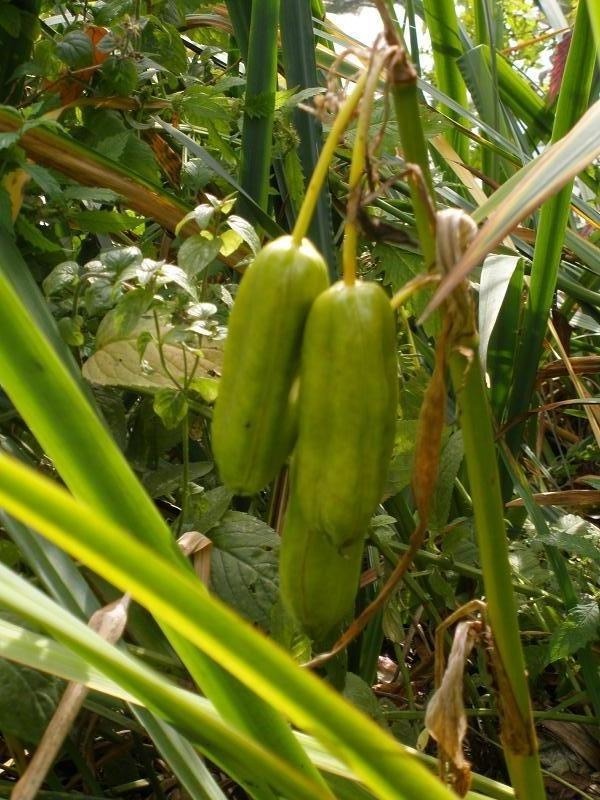
Termései
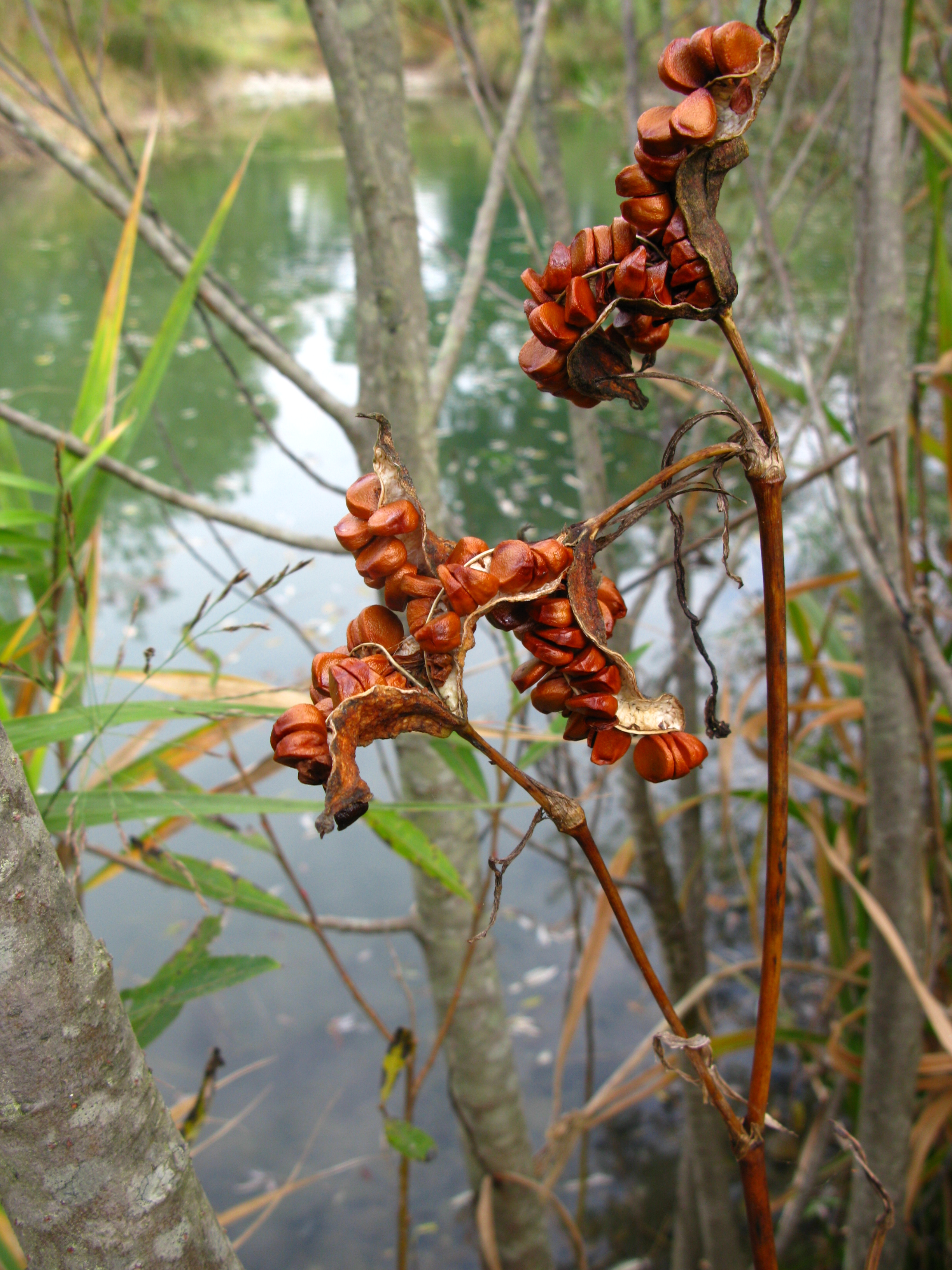
Széthasadt termései; látszanak a magok
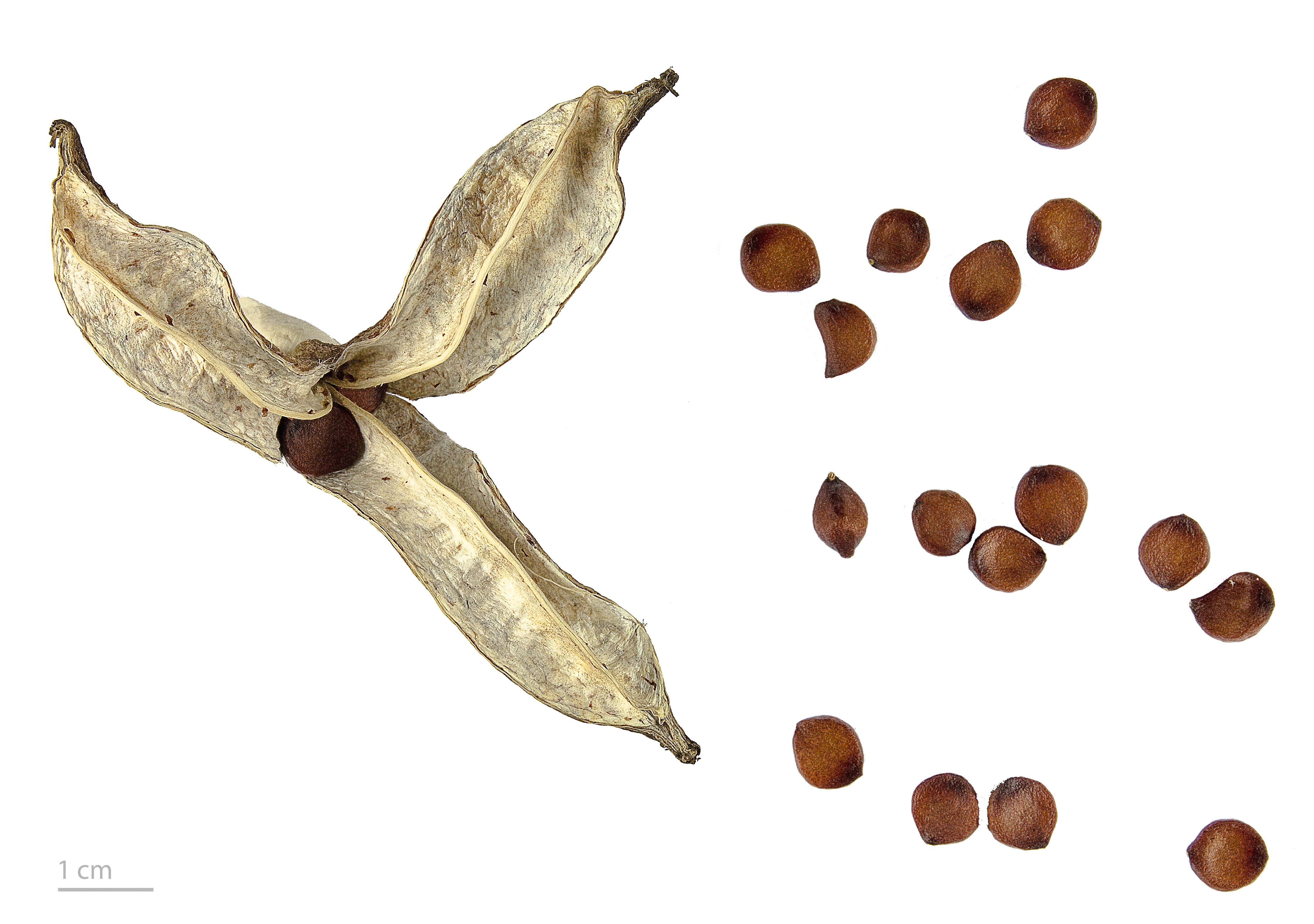
Magvai
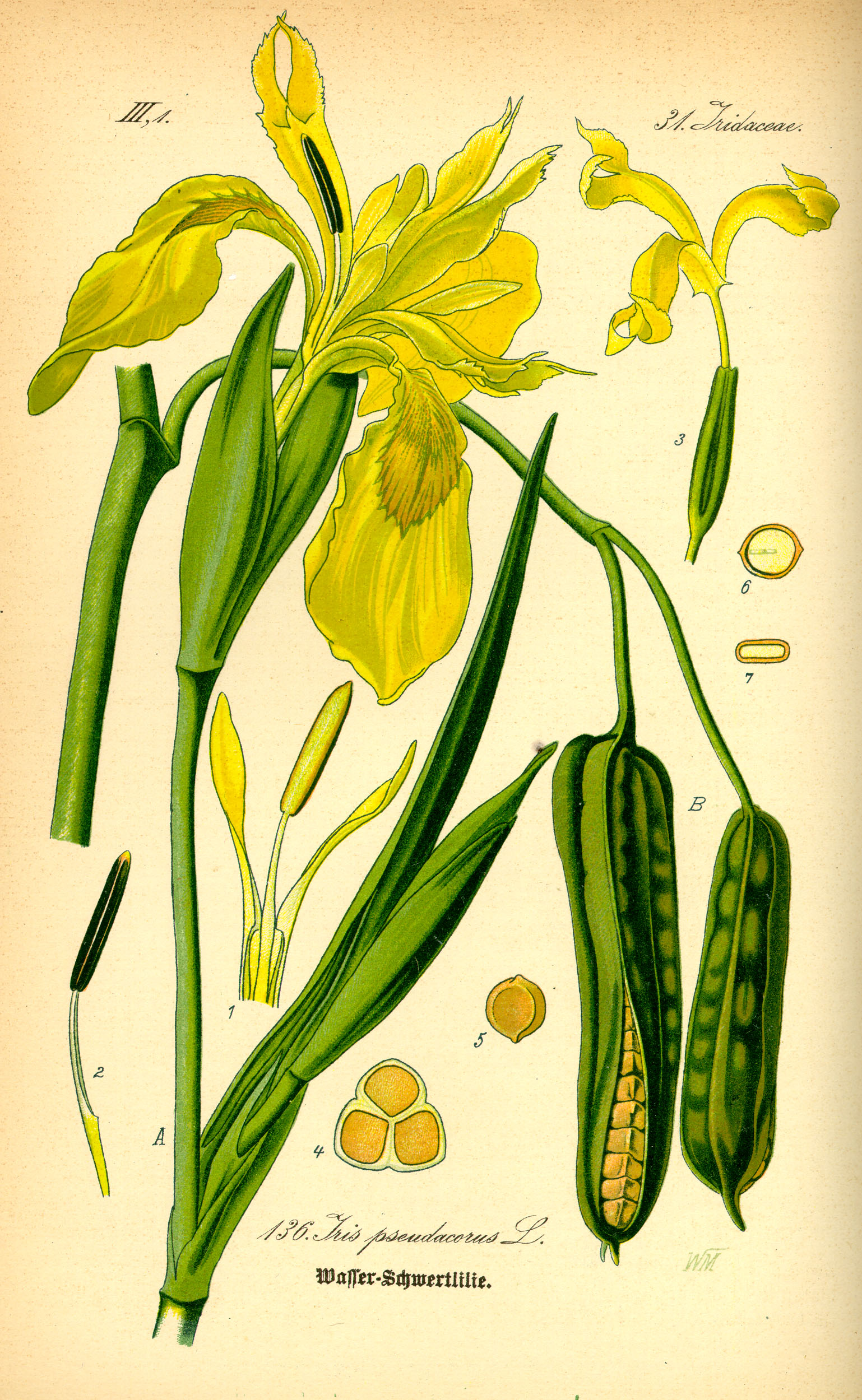
Rajz a növényről
A sárga nősziromból lett francia címervirág, a „liliom”